# پایداری بیبو
پایداری BIBO (به انگلیسی: BIBO stability) در مهندسی برق و به ویژه در پردازش سیگنال و نظریه کنترل گونه ای از پایداری در بحث سیستم‌های خطی است. BIBO سرنام Bounded-Input Bounded-Output به معنای ورودی-محدود خروجی محدود می باشد. سیستمی پایدار (BIBO) است که به ازای هر ورودی محدودی خروجی محدودی بدهد:
{\displaystyle \ |y[n]|\leq B\quad \forall n\in \mathbb {Z} } (برای سیستم‌های گسسته)
{\displaystyle \ |y(t)|\leq B\quad \forall t\in \mathbb {R} } (برای سیستم‌های پیوسته)